# Rose Cleveland
Rose Elisabeth Cleveland, née en 1846 à Fayetteville et morte en 1918 à Bagni di Lucca, est une érudite américaine. Elle a occupé le rôle de Première dame des États-Unis lorsque son frère Grover était président et est par ailleurs connue pour avoir eu une relation ouvertement lesbienne à une époque qui n'avait pas encore les mots pour la décrire.

## Biographie
Son père était pasteur presbytérien. Elle a enseigné l'altruisme[pas clair] et la foi dans plusieurs établissements d'enseignement et a publié quelques livres ou préfaces.
En sa qualité de sœur du 22e président des États-Unis d'Amérique, Grover Cleveland, elle fut la « Première dame » des États-Unis du 4 mars 1885 jusqu'au mariage de ce dernier avec Frances Folsom, le 2 juin 1886.

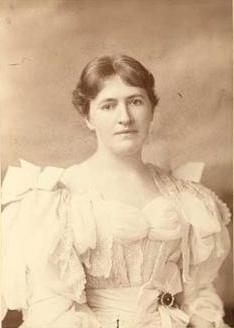
Evangeline Marrs Simpson.

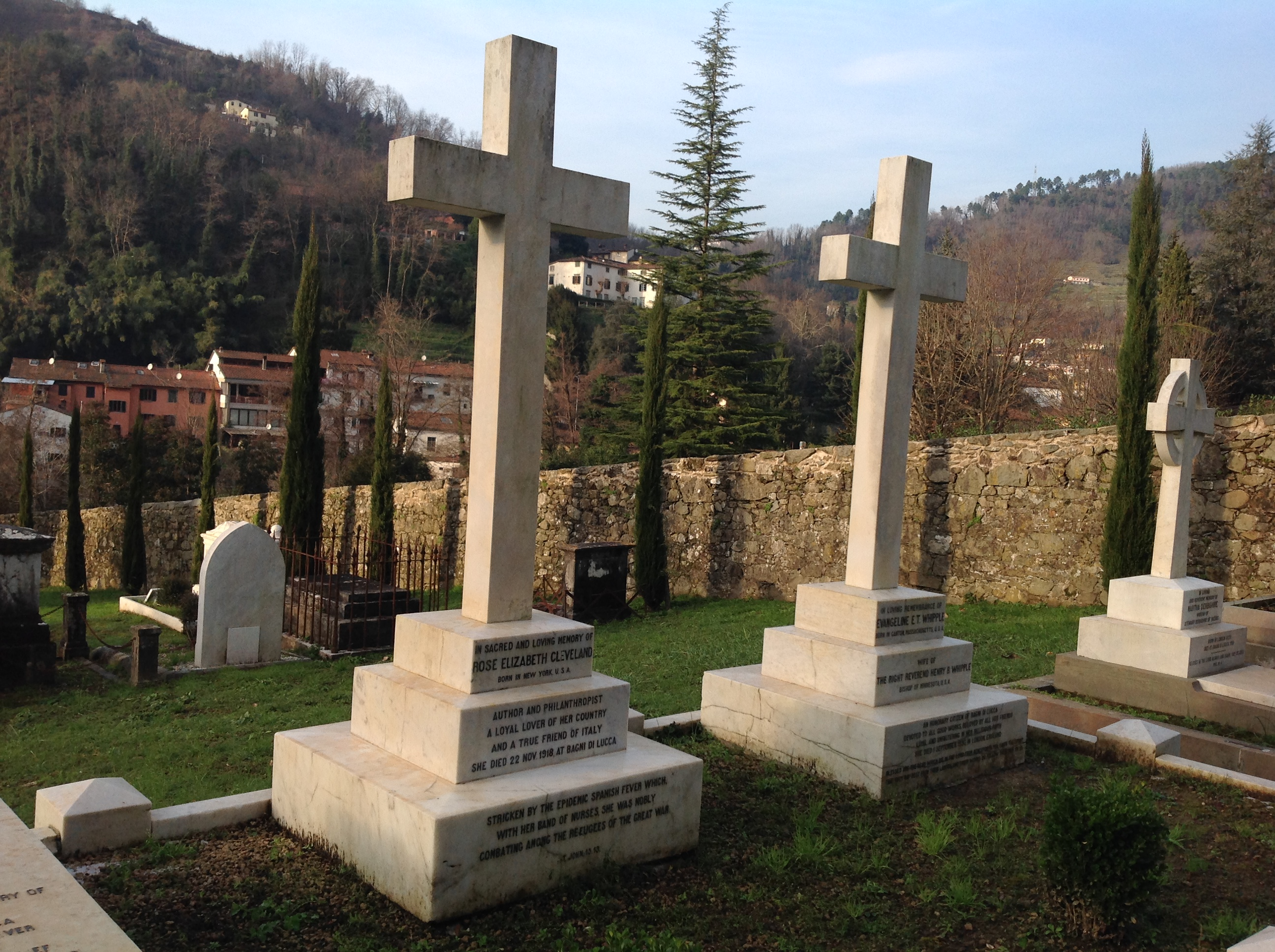
Tombes de Rose Cleveland et d'Evangeline Marrs Simpson au cimetière anglais de Bains de Lucques.

À l'âge de 44 ans, elle entame une relation amoureuse avec Evangeline Marrs Simpson, une veuve fortunée, avec qui elle a échangé des lettres enflammées qui sont désormais conservées par la Minnesota Historical Society.

Malgré les protestations de Rose, Evangeline se marie en 1896 à un évêque épiscopalien, Henry Benjamin Whipple. Après le décès de celui-ci, cinq ans plus tard, les deux femmes reprennent leur relation. En 1910, elles partent pour Bagni di Lucca, en Toscane, où elles partagent une maison avec l'illustratrice Nelly Erichsen. Toutes les trois ont été volontaires auprès de Croix-Rouge italienne.

Rose Cleveland (tout comme Nelly Erichsen), est morte de la grippe de 1918.

En 1928, Evangeline Marrs Simpson dédie à Rose Cleveland son livre A Famous Corner of Tuscany. Morte à Londres deux ans plus tard, Evangeline est inhumée aux côtés de Rose dans le cimetière anglais de Bains de Lucques (Bagni di Lucca).

### Roman
- (en) Rose Elizabeth Cleveland, The Long Run, Detroit, F. B. Dickerson, 1886

### Essais
- (en) Rose Elizabeth Cleveland, George Eliot's poetry, and other studies, New York, Funk & Wagnalls, 1885

- (en) You and I : or moral, intellectual and social culture  (préf. Rose Elizabeth Cleveland), Detroit, F.B. Dickerson, 1886
- Frances E. Willard (préf. Rose Elizabeth Cleveland), How to win : a book for girls, New York, Funk & Wagnalls, 1887

### Traductions
- (en) Saint Augustin (trad. Rose Elizabeth Cleveland), The soliloquies of St. Augustine, Boston, Little, Brown, and company, 1910